# Mark Deklin
Mark Deklin (Pittsburgh, 3 dicembre 1967) è un attore statunitense.
Ha recitato nella breve serie televisiva Lone Star e Amiche nemiche. Nel 2014 ottiene un ruolo principale al fianco di Ana Ortiz in Devious Maids - Panni sporchi a Beverly Hills, nel quale interpreta Nicholas Deering.

## Vita privata
Mark è nato a Pittsburgh, in Pennsylvania. Si è laureato alla Thomas Jefferson High School nel 1986. Ha conseguito un BA in inglese e Storia della Pennsylvania, e un MFA in recitazione presso l'Università di Washington a Seattle.

## Carriera
Attore di teatro con formazione classica, Deklin ha fatto molte apparizioni a Broadway. In televisione, ha avuto ruoli ricorrenti come il Dottor Matthew Shaw nella serie Fox Justice 2006-2007, e come Elliott Mayer nella sitcom della CBS The Ex List nel 2008. Inoltre ha avuto ruoli vocali in  diversi videogiochi, come Call of Duty 3, Metal Gear Solid: Peace Walker, e God of War: Ghost of Sparta, e co-protagonista nel film Riverworld, la lista dei desideri, e The Wedding Chapel.
Ha recitato in due serie di breve durata, la Fox dramma primetime Lone Star come Trammell Thatcher nel 2010, e nella commedia di ABC sapone GCB, come Blake Reilly nel 2012. Ha anche numerosi ruoli guest star in serie televisive, tra le quali Sex and the City e Frasier. Nel 2014, Deklin ottiene un ruolo regolare nella serie Devious Maids - Panni sporchi a Beverly Hills.

## Filmografia parziale

### Televisione
- Sex and the City – serie TV, episodio 5x01 (2002)
- Streghe (Charmed) - serie televisiva (2004)
- Frasier (2004)
- CSI: Miami (2005)
- CSI: NY (2006)
- Desperate Housewives (2006)
- Justice (2006)
- Life on Mars (2009)
- Nip/Tuck (2009)
- The Mentalist (2010)
- Hawaii Five-0 (2011)
- Castle – serie TV, episodio 5x10 (2013)
- CSI (2013)
- Devious Maids - Panni sporchi a Beverly Hills (2014)
- Criminal Minds - serie TV, episodio 10x17 (2015)
- Shades of Blue (2016)
- Grace and Frankie (2018-2019)
- Natale a Evergreen - La lettera perduta (Christmas in Evergreen: Letters to Santa), regia di Sean McNamara – film TV (2018)
- Blue Bloods - serie TV, episodi 10x17 (2020)

## Doppiatori italiani
Nelle versioni in italiano delle opere in cui ha recitato, Mark Deklin è stato doppiato da:
- Francesco Prando in Riverworld, Desperate Housewives, Devious Maids - Panni sporchi a Beverly Hills, Major Crimes
- Alessio Cigliano in Amiche nemiche, Castle
- Andrea Ward in The Mentalist
- Luca Ward in CSI: Miami
- Gabriele Marchingiglio in Nip/Tuck
- Andrea Lavagnino in Due uomini e mezzo
- Roberto Pedicini in Hawaii Five-0
- Fabrizio Russotto in CSI - Scena del crimine
- Riccardo Rossi in Criminal Minds
- Roberto Certomà in Shades of Blue
- Nicola Marcucci in Rizzoli & Isles
- Davide Marzi in Designated Survivor
- Massimiliano Plinio in Elementary
- Alessandro Budroni in Blindspot
- Riccardo Scarafoni in Grace and Frankie
- Simone Mori in Blue Bloods